# Lalla Aiša
Lalla Aiša (17. června 1930, Rabat – 4. září 2011, Rabat) byla marocká princezna, dcera krále Muhammada V.

## Život
Narodila se 17. června 1930 v Rabatu jako dcera bývalého sultána Muhammada V. a jeho manželky Lally Ably bint Tahar. Vzdělání dostala soukromé a získala bakalářský titul. Roku 1953 odešla se svou rodinou do exilu na Korsiku a byla nucena se naučit cizí jazyky. V letech 1965–1969 byla marockou ambasadorkou ve Spojeném království, v letech 1969–1970 v Řecku a 1970–1973 v Itálii.
Dne 16. srpna 1961 se ve trojité svatbě (svatbu měly i její dvě sestry – Lalla Malika a Lalla Fatima Zohra) vdala za prince Mulaje Hassana al-Yaqubia. Spolu měli dvě děti:
- Lalla Zubaida al-Yaqubi – vicekonzulantka v New Yorku (1985)
- Lalla Nufissa al-Yaqubi – vicekonzulantka v New Yorku (1986)

Roku 1972 se podruhé vdala za prince Mulaje Hassana bin al-Mahdiho, třetího syna Mulaje Muhammada al-Mahdi bin Ismaila, chalífy Tetuánu.
Zemřela 4. září 2011 v Rabatu. Pohřbena je v Mauzoleu Mulaje El Hassana.

## Vyznamenání
- velkostuha Řádu trůnu – Maroko, 1963
- velkokříž Řádu zásluh o Italskou republiku – Itálie, 1. července 1970[1]
- čestná dáma-komandérka Královského Viktoriina řádu – Spojené království, 27. října 1980[2]